# Вільшанка (притока Сули)
Вільшанка, Ольшанка — річка в Україні, у межах Сумського і Роменського районів Сумської області. Ліва притока Сули (басейн Дніпра).

## Опис
Довжина 11 км, площа водозбірного басейну 110 км². Долина завширшки 2 км.
Бере початок за кілька кілометрів на південь від с. Саєве (Недригайлівський район) на території Лебединського району, впадає в Сулу в селі Вільшана (Недригайлівський район).

## Назва
Річка Вільшанка, очевидно, названа так через те, що вздовж берегів її росли вільхи. За іншою версією — біля витоків річки росла величезна вільха, від якої і отримала свою назву річка.